# Ремезов, Александр Викторович
Алекса́ндр Ви́кторович Ре́мезов (род. 6 января 1975, Асбест, СССР) — советский и российский художник-живописец, член Союза художников России, доцент кафедры рисунка Уральского государственного архитектурно-художественного университета в 2009—2013 годах, член правления Свердловского регионального отделения Союза художников России.
Работает в жанрах пейзажа и исторической картины. Автор росписей, посвящённых истории Екатеринбурга, в Доме Севастьянова, а также диорам Музейного комплекса УГМК в Верхней Пышме. Лауреат Премии главы Екатеринбургской митрополии в области культуры и искусства (2017), лауреат Премии губернатора Свердловской области за выдающиеся достижения в области литературы и искусства (2022).

## Биография
Родился 6 января 1975 года в Асбесте.
Учился в Асбестовской детской художественной школе, затем в Свердловском художественном училище имени И. Д. Шадра, которое окончил в 1995 году.
В 1996 году поступил в Академический институт живописи, скульптуры и архитектуры имени И. Е. Репина (Академия художеств) на факультет живописи. В 2003 году защитил дипломную работу «У старых ворот», которая экспонировалась в здании Санкт-Петербургского Манежа.
В 2003 году вернулся в Екатеринбург. С 2003 по 2019 года преподавал рисунок на факультетах архитектуры, дизайна и кафедре станковой живописи Уральского государственного архитектурно-художественного университета.
В 2009 году осуществил роспись интерьеров «Дома купца Севастьянова», в 2012—2014 годах выполнил серию работ для здания Института ФСБ Екатеринбурга на исторические темы. В 2013 году выполнил две диорамы для Музейного комплекса УГМК в Верхней Пышме под общим названием «Они сражались за Родину».
В 2019 году награждён Благодарностью Регионального отделения Урала, Сибири и Дальнего Востока Российской академии художеств в Красноярске за создание высокохудожественных живописных произведений и значительный вклад в развитие культуры региона.
В 2020—2021 годах работал над живописными произведениями о Святой Екатерине Александрийской. Две работы «Святая Екатерина» и «Свет истины» неоднократно экспонировались на выставках в Екатеринбурге.
В 2021 году был награждён Благодарностью Российской академии художеств за картину «Святая Екатерина».
В 2018—2020 годах работал над серией работ о сплаве продукции уральских заводов по реке Чусовой в XVIII—XIX веках. Серия работ была представлена на нескольких выставках под названием «Путь железных караванов». В 2021 году работы стали частью постоянной экспозиции с одноимённым названием в Музейном комплексе «Северская домна» в Полевском. В 2022 году за эту серию работ художник награждён Премией губернатора Свердловской области.
В 2021—2022 годах работал над серией работ для новой экспозиции Музейного комплекса «Северская домна». Четыре картины стали частью постоянной экспозиции музея: «Северская домна», «Кричники», «Рудознатцы», «Горновые».
C 2021 года является членом экспертного совета международного Рождественского фестиваля ледовой скульптуры «Вифлеемская звезда», единственного в России, посвящённого празднику Рождества Христова .
В ноябре 2022 года выставочный проект «В поисках света», представленный с мая по август 2022 года в МЦИ «Главный проспект» в Екатеринбурге, стал почётным дипломантом международного архитектурно-дизайнерского конкурса «Золотой Трезини» в номинации «Лучший реализованный проект временной или постоянной музейной экспозиции». В проекте были представлены семь выставок, ключевой из которых стала выставка Александра и Галины Ремезовых, где художники представили 63 живописных произведения.

## Выставки
Выставочную деятельность ведёт с 2003 года, участник многочисленных региональных и всероссийских выставок. Всего принял участие в более 130 выставках, из которых около 30 персональных.
Среди них:
- Региональная художественная выставка «Урал» (Челябинск, 2008)[14][15][16]
- Межрегиональная художественная выставка «УРАЛ XI» (Тюмень, 2013)[17]
- Персональная выставка «Ниша в искусстве» в галерее «Поле» (Екатеринбург, 2014)[18]
- Выставка «Победа» в Свердловском региональном отделении Союза художников России (2015)[19]
- Международная выставка «Новый шёлковый путь» в посольстве КНР (Москва, 2015)[20]
- Всероссийская выставка «Крымские истории. Избранное» в Общественной палате РФ (Москва, 2015)[21]
- Персональная выставка в резиденции Полномочного представителя Президента РФ в УрФО (Екатеринбург, 2015)
- Персональная выставка «Три столицы» в Свердловской региональном отделении союза художников России (Екатеринбург, 2017)[10]
- Третья Новосибирская межрегиональная художественная выставка «Красный проспект» (Новосибирск, 2017)[3][22]
- Всероссийская художественная выставка «Лики России» (Архангельск, 08.12.2016 — 28.02.2017)[23]
- Межрегиональная выставка «Большой Урал ХII» (Челябинск, 2018)[24][25]
- Персональные выставки в правительстве Свердловской области (2016, 2017, 2021)
- Персональные выставки в резиденции губернатора Свердловской области (2017, 2021)
- Персональная выставка «Мой город» в Музее истории Екатеринбурга (2017)[26]
- Выставка «Крымский мост» в Совете Федерации (Москва, 2018)[27]
- Персональная выставка в Культурно — просветительском центре «Царский» «Родные берега» (Екатеринбург, 2019)[28]
- Персональная выставка «В поисках света» в арт- галерее ООО «Газпром трансгаз» (Екатеринбург, 2019)[29]
- XIII всероссийская выставка «Россия» (Москва, 2019)[30]
- Выставка — презентация картины «Святая Екатерина» в Культурно — просветительском центре «Царский» (Екатеринбург, 2021)[31]
- Выставка в Свято — Покровском женском монастыре в честь его 400 — летия (Верхотурье, 2021)[32]
- Выставка «В поисках света» в МЦИ «Главный проспект» (Екатеринбург, 2022)[33][34]
- Выставка в честь 90-летия отделения Союза художников России Свердловской области в МЦИ «Главный проспект» (Екатеринбург, 2022)[35][36]

## Творчество
Работы художника находятся в музейных собраниях Екатеринбурга, Свердловской области, а также в резиденции губернатора и законодательном собрании Свердловской области. Кроме этого, живописные работы Александра Ремезова хранятся в частных собраниях в России и за рубежом. Большое влияние на автора оказали преподаватели академии художеств: Крылов А. К., Кравцов И. М., Соколов В. В., Руднев В. Ф. Пейзажная и историческая живопись становятся для Александра Ремезова основными в его творчестве.
Пейзаж
В пейзажной живописи художник изображает природу Урала, парки и скверы Екатеринбурга.
Особое место в творчестве автора занимает тема городского пейзажа. Художник неоднократно изображает в своих работах Екатеринбург, Москву, Санкт-Петербург, Верхотурье, Тобольск, Невьянск, Казань, Суздаль, а также места в Крыму — Балаклаву, Алупку, Севастополь, Херсонес. Изображая город, художник стремится создать «портрет города», узнаваемый и понятный для зрителя. Все работы автора отличает глубокая проработка композиции, эпический размах, многообразие художественного восприятия, точная передача пространства. За большую творческую биографию художник создал около 200 полотен со столицей Урала.
Историческая живопись
Историческая живопись занимает в творчестве художника особенное место. Наиболее большеформатные работы автор создал для крупных музейных комплексов Свердловской области — Музейный комплекс УГМК и музейного комплекса «Северская домна».
В 2009 году автором были выполнены росписи интерьеров Дома купца Севастьянова в Екатеринбурге. В росписи художник изобразил старый город.
Работы А. В. Ремезова в Музейном комплексе «Северская домна»
В 2013 году им были выполнены две большие диорамные работы для Музея военной техники УГМК — «Курская дуга» и «Афганистан». Исторические сюжеты воплощены художником с достоверностью, при этом подкреплены образной эмоциональностью.
В 2018—2020 годах художник работает над серией работ, посвящённых железным караванам — сплаву продукции уральских заводов в XVIII—XIX веках по рекам в центральную Россию. Картины художника ярко и образно передают сюжеты грандиозного сплава. В 2021 году 7 картин из этой серии стали частью постоянной экспозиции Музейного комплекса «Северская домна». А в 2022 году за эту серию работ художник был награждён Премией губернатора Свердловской области за выдающиеся достижения в области литературы и искусства.
В 2021—2022 годах автор работает так же над серией работ, посвящённых Святой Екатерине Александрийской, покровительнице Екатеринбурга. Картины отличаются глубоким знанием культуры Александрии IV века и силой эмоционального воздействия на зрителя. За одну из работ художник был удостоен Благодарности Российской Академии Художеств.
В 2021—2022 годах автор пишет так же серию произведений для Музейного комплекса «Северская домна», рассказывающих о работе старого уральского завода. На одном из полотен изображён Северский железоделательный и чугуноплавильный завод XIX века. Три других работы объединены одной смысловой линией и составляют триптих: «Кричники», «Рудознатцы», «Горновые».

## Награды и достижения
- Член Союза художников России[37][45][46][47]
- Член правления Свердловского регионального отделения Союза художников России[45]
- Член Императорского Православного Палестинского Общества (2022)[48]
- Диплом Союза художников России (2012)[6]
- Диплом Участника персональной выставки живописи «Три столицы» в резиденции полномочного представителя Президента РФ в УрФО (2016)
- Почётная грамота Губернатора Свердловской области (2017)[6]
- Диплом лауреата Премии главы Екатеринбургской митрополии в области культуры и искусства (2017)[1]
- Золотая медаль Межрегиональной художественной выставки «Большой Урал XII» (2018)[6]
- Почётная грамота Законодательного собрания Свердловской области (2019)[6]
- Диплом региональной творческой общественной организации «Санкт — Петербургский союз художников» (2020)[6]
- Диплом лауреата Премии губернатора Свердловской области за выдающиеся достижения в области литературы и искусства (2022)
- Благодарность Российской академии художеств (2021)[6]